# La Croix-Helléan
 La Croix-Helléan  (en bretón Ar Groez-Helean) es una población y comuna francesa, situada en la región de Bretaña, departamento de Morbihan, en el distrito de Pontivy y cantón de Josselin.

## Demografía
| 635 | 580 | 583 | 612 | 639 | 636 |
| Para los censos de 1962 a 1999 la población legal corresponde a la población sin duplicidades (Fuente: INSEE [Consultar]) |     |     |     |     |     |